# Білинський Борис Тарасович
Білинський Борис Тарасович (нар. 16 липня 1933, м. Збараж, Тернопільської обл.) — український онколог.

## Біографія
Закінчив Львівський медичний інститут (1956). Доктор медичних наук (1972), професор (1977), член НТШ (1992), академік Академії вищої школи України (1993). Член Нью-Йоркської академії наук (1994), член Європейської організації дослідження раку (1992), Європейського товариства мамологів (1994).
Працював у лікарнях Борислава, Городка та Львова.
Від 1959 р. працював ординатором 1-го хірургічного відділення Львівської обласної клінічної лікарні. У 1963 захистив кандидатську дисертацію «Місцеві рецидиви раку молочної залози і її зв'язок з раковими клітинами в рані» (керівник — проф. А. І. Гнатишак). Від 1966 — у Львівському медичному інституті (нині університет); доцент, професор, завідувач кафедри онкології і радіології від 1986 року, одночасно проректор з лікувальної роботи (1981–1991) та з наукової роботи (1991–2000).
Автор понад 200 наукових праць та посібників, у тому числі першого підручника з онкології українською мовою (1992), який був перевиданий у 1998, 2004 та 2007. Президент Львівського обласного відділу Фонду милосердя і здоров'я України (1989). Голова Львівського онкологічного товариства (1986), почесний член УЛТ у Львові.